# Zębiełek kopciuszek
Zębiełek kopciuszek (Crocidura cinderella) – gatunek owadożernego ssaka z rodziny ryjówkowatych (Soricidae). Występuje w Gambii, Mali, południowej Mauretanii, Nigrze i Senegalu oraz prawdopodobnie w Burkinie Faso. Zamieszkuje sawanny w pobliżu krzewów akacji. Nic nie wiadomo na temat ekologii tego ssaka. Liczebność populacji ani jej trend nie są znane. W Czerwonej księdze gatunków zagrożonych Międzynarodowej Unii Ochrony Przyrody i Jej Zasobów został zaliczony do kategorii LC (najmniejszej troski). Chociaż gatunek ten jest słabo poznany, nie ma poważnych zagrożeń dla całości populacji.